# Lew Gatowski
Lew Markowicz Gatowski (ros. Лев Ма́ркович Гато́вский; ur. 1903 w Mińsku, zm. 18 kwietnia 1997 w Moskwie) – radziecki ekonomista marksistowski, doktor nauk ekonomicznych, członek korespondent Akademii Nauk ZSRR (od 1960), członek korespondent Rosyjskiej Akademii Nauk (od 1991), wykładowca Ludowego Komisariatu Inspekcji Robotniczo-Chłopskiej ZSRR i innych uczelni. W latach 1957–1965 był redaktorem naczelnym czasopisma Woprosy Ekonomiki.

## Prace
- Политическая экономия. Учебник. — К. В. Островитянов, Д. Т. Шепилов, Л. А. Леонтьев, И. Д. Лаптев, И. И. Кузьминов, Л. М. Гатовский, П.Ф. Юдин, А.И. Пашков, В.И. Переслегин. — М.: Госполитиздат, 1954. — 454 с.

Przekłady na język polski
- Konstantin Ostrowitianow, Dmitrij Szepiłow, Pawieł Judin, Lew Leontjew, i in.: Ekonomia polityczna. Podręcznik (Tytuł oryginału: Političeskaâ èkonomiâ). Pod redakcją Konstantina Ostrowitianowa ; tł. Seweryn Żurawicki, Józef Zawadzki, Ryszard Gradowski, Regina Winiewska, Maksymilian Pohorille. Warszawa: Książka i Wiedza, 1955. Brak numerów stron w książce 839, [1] strona ; 22 cm.